# Konstsim vid olympiska sommarspelen 2012
Konstsim vid olympiska sommarspelen 2012 arrangerades i Aquatics Centre i London mellan den 5 och 10 augusti 2012. Två grenar stod på programmet.

## Medaljsammanfattning
| Gren                    | Guld | Guld | Silver                                                                                                 | Silver                                                                                                 | Brons | Brons |
| ----------------------- | --- | --- | --- | --- | --- | --- |
| Damernas duett detaljer | Ryssland Natalja Isjtjenko Svetlana Romasjina | Ryssland Natalja Isjtjenko Svetlana Romasjina | Spanien Ona Carbonell Andrea Fuentes                                                                   | Spanien Ona Carbonell Andrea Fuentes                                                                   | Kina Huang Xuechen Liu Ou | Kina Huang Xuechen Liu Ou |
| Damernas lag detaljer   | Ryssland Anastasia Davydova Marija Gromova Natalja Isjtjenko Elvira Chasjanova Darja Korobova Aleksandra Patskevitj Svetlana Romasjina Alla Sjisjkina Anzjelika Timanina | Ryssland Anastasia Davydova Marija Gromova Natalja Isjtjenko Elvira Chasjanova Darja Korobova Aleksandra Patskevitj Svetlana Romasjina Alla Sjisjkina Anzjelika Timanina | Kina Chang Si Chen Xiaojun Huang Xuechen Jiang Tingting Jiang Wenwen Liu Ou Luo Xi Sun Wenyan Wu Yiwen | Kina Chang Si Chen Xiaojun Huang Xuechen Jiang Tingting Jiang Wenwen Liu Ou Luo Xi Sun Wenyan Wu Yiwen | Spanien Clara Basiana Alba Cabello Ona Carbonell Margalida Crespí Andrea Fuentes Thaïs Henríquez Paula Klamburg Irene Montrucchio Laia Pons | Spanien Clara Basiana Alba Cabello Ona Carbonell Margalida Crespí Andrea Fuentes Thaïs Henríquez Paula Klamburg Irene Montrucchio Laia Pons |

Denna tabell: visa • redigera

## Medaljtabell
| Pl.    | Nation   | Guld | Silver | Brons | Totalt |
| ------ | -------- | ---- | ------ | ----- | ------ |
| 1      | Ryssland | 2    | 0      | 0     | 2      |
| 2      | Kina     | 0    | 1      | 1     | 2      |
| 2      | Spanien  | 0    | 1      | 1     | 2      |
| Totalt | Totalt   | 2    | 2      | 2     | 6      |